# Leuntolu
Leuntolu is een bestuurslaag in het regentschap Belu van de provincie Oost-Nusa Tenggara, Indonesië. Leuntolu telt 2428 inwoners (volkstelling 2010).